# Кіберджек (фільм)
«Кіберджек» (англ. Cyberjack) — фантастичний бойовик.

## Сюжет
Терористи захоплюють наукову лабораторію «Квантум», що створила новий «безпечний» комп'ютерний вірус з біологічним компонентом. Колишній поліцейський Нік Джеймс стає на шляху кіберджеків — злочинців, що викрадають нові технології. Кіберджеки вбивають керівника лабораторії, захоплюють у заручники його дочку Алекс, з якою дружить Нік, і викрадають вірус. Тільки Нік, який пішов з поліції після смерті напарника, безжально вбитого кіберджеками, може зупинити найнебезпечніших злочинців, яким володіння вірусом може дати справді безмежну владу. Ніку доводиться згадати про своє минуле «крутого поліцейського» і зробити відчайдушну спробу врятувати Алекс і, можливо, весь світ.

## У ролях
- Майкл Дудікофф — Нік Джеймс
- Сукі Кайзер — доктор Алекс Ройс
- Брайон Джеймс — Нассім
- Джон Кетберт — Девон
- Джеймс Том — Тревіс
- Топаз Хасфаль-Шу — Меган
- Гарвін Кросс — Нумб
- Дін МакКензі — Риф
- Дункан Фрейзер — доктор Філіп Ройс
- Хіро Канагава — Кенжі
- Елвін Сандерс — Джонні
- Террі Барклай — Хорнінг
- Джеррі Вассерман — Ніл Джервіс
- Джон Тенч — Шрек
- Крейг Брунанскі — Стюарт
- Кейт Ланкастер — Ненс
- Марк Екерстрім — Сол
- Арт Ірідзава — Ошида
- Дженніфер Джейсі — Джей Пі Томас
- Ендрю Гай — молодий поліцейський
- Сара Річардсон — подруга
- Джонатан Волкер — Дітер / технік зонду
- Девід Фредерікс — старий поліцейський
- Роберт Х. Стрейт — читач новин
- Шантель Тангуе — танцюристка